# Katja Poensgen
Katja Poensgen a été pilote de Grand Prix moto catégorie 250 cm3. Cette allemande, née le 23 septembre 1976 à Mindelheim, est l'une des très rares femmes à avoir accédé au plus haut niveau mondial du sport motocycliste.

## Biographie
En 2001, elle évolue au sein de l'équipe Honda Shell Advance. Habituellement, son numéro de course fétiche est le 98 mais cette année-là c'est le 14 qui orne l'avant de sa Honda. Lors du Grand Prix d'Italie au Mugello le 3 juillet 2001, elle termine en 14e position (après être partie avant-dernière sur la ligne de départ) et devient ainsi le seul pilote féminin à avoir marqué des points en championnat du monde 250 cm3.

## Résultats
- 2e du GP d'Italie à Misano en 2000 (catégorie Superstock)